# Edward Burr Van Vleck
Edward Burr Van Vleck (7 juin 1863, Middletown, Connecticut - 3 juin 1943, Madison, Wisconsin) est un mathématicien américain.

## Jeunesse
Van Vleck est né le 7 juin 1863 à Middletown, Connecticut. Il est le fils de l'astronome John Monroe Van Vleck, il est diplômé de l'Université Wesleyenne en 1884, fréquente l'Université Johns-Hopkins en 1885–87 et étudie à Göttingen (Ph.D., 1893). Il reçoit également le 1er juillet 1914 un doctorat honorifique de l'Université de Groningue (Pays-Bas) ,. Il est professeur adjoint et professeur à l'Université Wesleyenne (1895-1906), et après 1906, professeur à l'Université du Wisconsin à Madison, où le bâtiment de mathématiques porte son nom. En 1913, il devient président de l'American Mathematical Society, dont il est rédacteur en chef adjoint (1902–05) puis rédacteur en chef (1905–10). Il est l'auteur de Theory of Divergent Series and Algebraic Continued Fractions (1903) et de plusieurs monographies dans des revues mathématiques. Son fils, John Hasbrouck van Vleck, est un physicien notable qui reçoit le prix Nobel en 1977.

## Collectionneur d'art japonais
EB Van Vleck est également un important collectionneur d'art, en particulier dans le domaine des estampes japonaises (principalement Ukiyo-e), connues sous le nom de Van Vleck Collection. Il commence à collectionner vers 1909, mais devient un collectionneur sérieux à la fin des années 1920, lorsqu'il acquiert environ 4 000 tirages qui ont appartenu à Frank Lloyd Wright. Sa collection, l'une des plus importantes au monde en dehors de la Bibliothèque du Congrès, comprend plus de 2 000 estampes d'Hiroshige ainsi que de nombreuses estampes de Hokusai, et de beaux exemples de Shin-hanga (nouvelles estampes) réalisées jusqu'au XXe siècle. Sa collection est maintenant au Chazen Museum of Art à Madison, Wisconsin.

## Publications
- Van Vleck, « On the polynomials of Stieltjes », Bull. Amer. Math. Soc., vol. 4, no 9,‎ 1898, p. 426–438 (DOI 10.1090/s0002-9904-1898-00531-1, MR 1557633, lire en ligne)
- Van Vleck, « On the convergence of continued fractions with complex elements », Trans. Amer. Math. Soc., vol. 2, no 3,‎ 1901, p. 215–233 (DOI 10.1090/s0002-9947-1901-1500565-4, MR 1500565)
- Van Vleck, « A determination of the number of real and imaginary roots of the hypergeometric series », Trans. Amer. Math. Soc., vol. 3, no 1,‎ 1902, p. 110–131 (DOI 10.1090/s0002-9947-1902-1500590-4, MR 1500456)
- Van Vleck, « On the convergence of algebraic continued fractions whose coefficients have limiting values », Trans. Amer. Math. Soc., vol. 5, no 3,‎ 1904, p. 253–262 (DOI 10.1090/s0002-9947-1904-1500672-9, MR 1500672)
- Selected topics in the theory of divergent series and of continued fractions (New York; MacMillan, 1905).